# تقدیس (فیلم)
تقدیس یک فیلم ترسناک و مهیج فراطبیعی محصول ۲۰۲۳ به کارگردانی کریستوفر اسمیت بر اساس فیلمنامه ای است که او با همکاری لوری کوک نوشته‌است و با بازی جنا مالون، دنی هیوستون و جانت سوزمن. این فیلم که در اسکاتلند در جزیره اسکای فیلمبرداری شده‌است، در ۱۰ فوریه ۲۰۲۳ در بریتانیا و ایالات متحده اکران شد.

## خلاصه داستان
یک زن انگلیسی به صومعه ای در جزیره اسکای می‌رسد و به دنبال یافتن حقیقت در مورد مرگ برادر کشیشش است، اما متوجه می‌شود که او نیز مظنون در تحقیقات قتل بوده‌است.

## بازیگران
- ینا مالون در نقش گریس
- دنی هیوستون در نقش پدر رومرو
- ایان پیری در نقش وینسنت
- جانت سوزمن در نقش مادر برتر
- تورن فرگوسن در نقش هریس افسر
- استفان سنید در نقش مایکل
- ایلید فیشر در نقش مگ
- ویکتوریا دونوان در نقش مادر
- جولاده اوباسولا در نقش خواهر ماتیلدا
- الکساندرا لوئیس در نقش خواهر بث
- آنجلا وایت در نقش راهبه
- اما هیکسون در نقش راهبه
- راشل جوآن براون در نقش راهبه

## تولید
این پروژه برای اولین بار در ژوئیه ۲۰۲۱ در ورایتی گزارش شد و برنامه فیلمبرداری آن برای اواخر همان تابستان تنظیم شده بود و هدف آن ارائه فیلم برای فروشندگان در جشنواره فیلم کن ۲۰۲۱ بود. در اکتبر ۲۰۲۱، جنا مالون، دنی هیوستون و جانت سوزمن بازیگر شدند.
تصویربرداری اصلی در اکتبر ۲۰۲۱ در لندن و اسکاتلند انجام شد.

## انتشار
آی‌اف‌سی فیلمز فیلم را به صورت تئاتر در ایالات متحده توزیع کرد و شادر اولین پنجره پخش را داشت. تقدیس در ۱۰ فوریه ۲۰۲۳ در بریتانیا و ایالات متحده، ۳ مارس ۲۰۲۳ در وی‌اودی و ۱۹ مه ۲۰۲۳ در شادر منتشر شد. این فیلم در ۱۱ مارس ۲۰۲۳ در جشنواره فیلم گلاسکو به نمایش درآمد.